# New London (Missouri)
New London és una població dels Estats Units a l'estat de Missouri. Segons el cens del 2000 tenia 1.001 habitants.

## Demografia
Segons el cens del 2000, New London tenia 1.001 habitants, 411 habitatges, i 286 famílies. La densitat de població era de 552,1 habitants per km².
Dels 411 habitatges en un 34,3% hi vivien nens de menys de 18 anys, en un 52,6% hi vivien parelles casades, en un 13,4% dones solteres, i en un 30,4% no eren unitats familiars. En el 27,3% dels habitatges hi vivien persones soles el 13,1% de les quals corresponia a persones de 65 anys o més que vivien soles. El nombre mitjà de persones vivint en cada habitatge era de 2,44 i el nombre mitjà de persones que vivien en cada família era de 2,94.
Per edats la població es repartia de la següent manera: un 26,3% tenia menys de 18 anys, un 8,4% entre 18 i 24, un 23,9% entre 25 i 44, un 25,4% de 45 a 60 i un 16,1% 65 anys o més.
L'edat mediana era de 39 anys. Per cada 100 dones de 18 o més anys hi havia 87,3 homes.
La renda mediana per habitatge era de 28.875 $ i la renda mediana per família de 35.192 $. Els homes tenien una renda mediana de 26.691 $ mentre que les dones 18.194 $. La renda per capita de la població era de 14.360 $. Entorn del 10,4% de les famílies i el 13,6% de la població estaven per davall del llindar de pobresa.

## Poblacions més properes
El següent diagrama mostra les poblacions més properes.